# 大田戰役
大田戰役（：／ Taejon jeontu */?，1950年7月16日－7月20日）是美軍與北韓朝鮮人民軍於韓戰早期在韓國忠清南道大田市爆發的一場戰役。美國陸軍第24步兵師在此役爆發前兩週已多次與人民軍交手，試圖遲滯後者的推進速度，但人民軍仍憑藉其兵力優勢屢次擊敗美軍部隊。第24步兵師被迫南撤，最終退守大田，並在城市以東的錦江沿岸設立防線，抵禦持續推進的朝鮮軍隊。疲憊不堪且訓練不足的美軍部隊不僅面臨兵力懸殊的問題，而且其裝備火力亦無法與人民軍匹敵。因是之故，美軍在經歷數日戰鬥後撤離江岸防線，轉而將兵力集中於戍守城市本身；雙方隨即在大田市內爆發了為期三天的激烈巷戰。第24步兵師蒙受嚴重傷亡，最終撤出大田。
第24步兵師雖然未能守住大田，但卻成功拖延了人民軍進攻的腳步，為其他美軍部隊與韓國國軍爭取到在半島南部設立釜山環型防禦圈的時間，也奠定了日後聯合國軍在釜山環形防禦圈戰役中的作戰資本。朝鮮人民軍在此役中俘獲第24步兵師師長威廉·弗里希·迪安；他也是韓戰的美軍戰俘中官階最高者。

## 背景

### 戰爭爆發

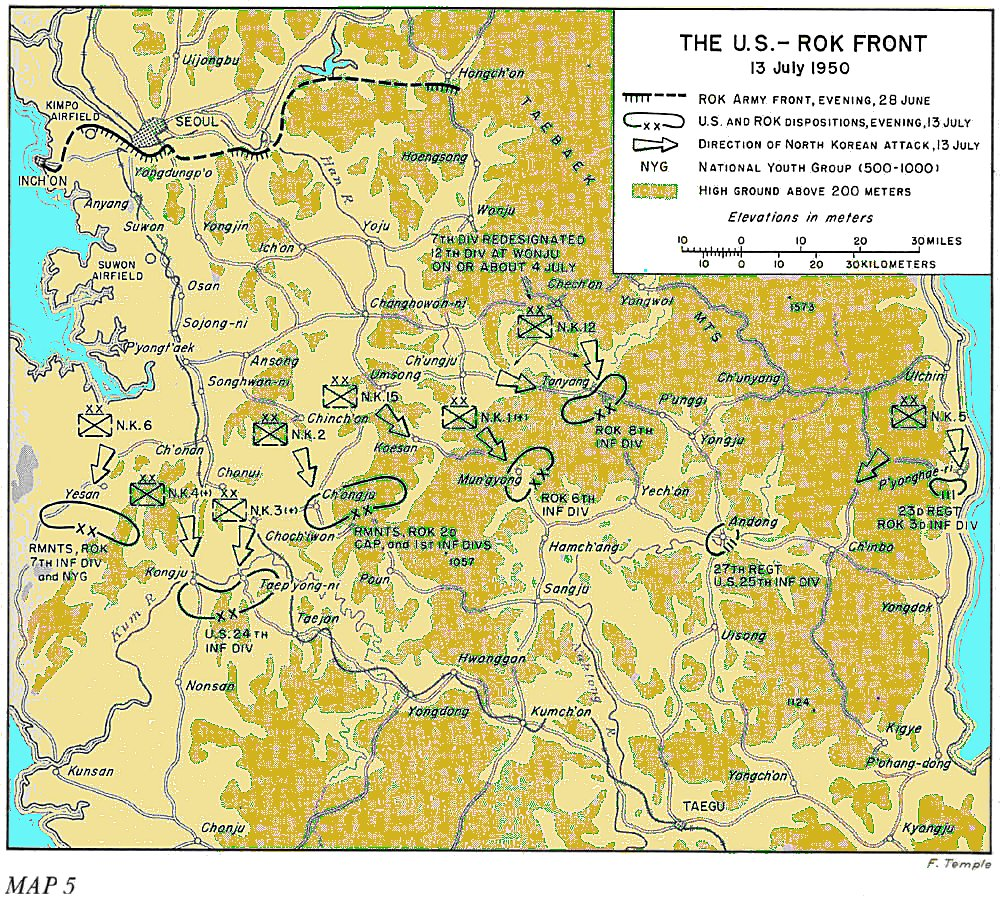
1950年7月13日時的戰爭前線。

1950年6月25日，朝鮮民主主義人民共和國（別稱北韓）毫無預警地向南侵略大韓民國（別稱南韓），隨即導致韓戰爆發。聯合國隨後決定介入戰爭，支持南韓。作為聯合國安全理事會常任理事國一員的美國稍後亦決定對朝鮮半島用兵，期望擊退南侵的朝鮮人民軍，以避免大韓民國覆亡。然而，美國部署於遠東地區的駐軍自五年前第二次世界大戰結束以來便一直穩定地減少，而當戰爭爆發時，距離朝鮮半島最近的美軍部隊是駐紮於日本的美國陸軍第八軍團第24步兵師。然而該師不僅兵力員額不足，而且在杜魯門政府削減國防開支的政策影響下僅配有1945年或更早期的裝備武器。儘管如此，第24步兵師仍奉命開赴半島。
第24步兵師是第一支受命進入韓國以抵擋人民軍推進的美軍部隊。在接下來的數場戰事中，該師有效地拖延了敵軍的侵略腳步，使第7步兵師、第25步兵師、第1騎兵師與其他第八軍團旗下的支援部隊得以陸續登陸半島以在釜山周圍建立防禦陣線。
大田戰役爆發前夕，約3,000名至7,000名韓國左翼政治犯在大田附近遭到韓國軍隊屠殺，屍體埋葬於大型墓塚中；其中部分屠殺過程為美軍攝影師所拍攝下來。

### 拖延作戰

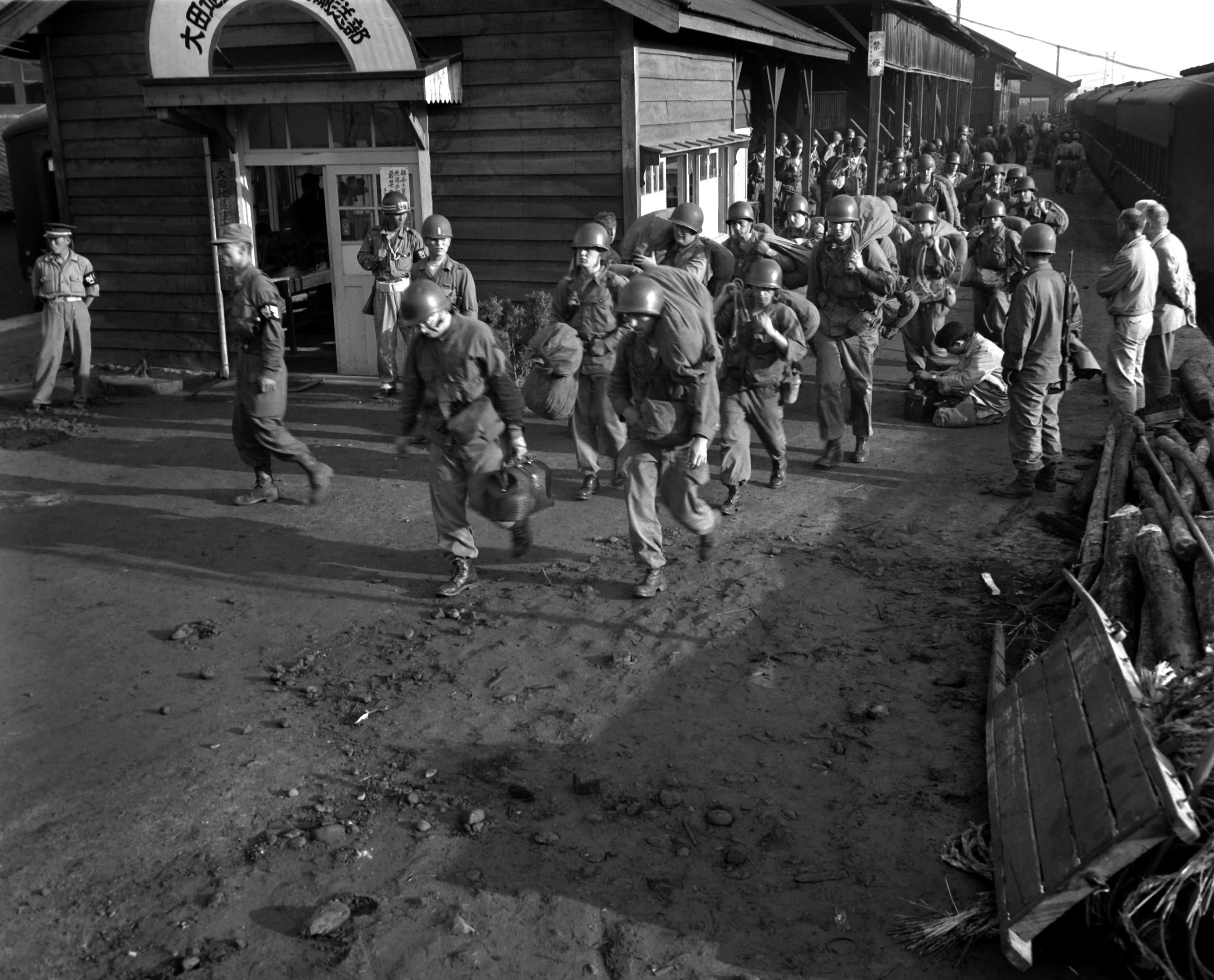
史密斯特遣隊抵達大田。

第24步兵師的先遣部隊「史密斯特遣隊」於7月5日在美軍與人民軍首次交手的烏山戰役中慘敗，其殘部隨後自烏山撤往平澤；然而美軍部隊再度在平澤戰役中遭到挫敗。挾帶兵力與裝備優勢的朝鮮人民軍並未就此罷手；在其猛攻之下，第24步兵師隨後又相繼在烏致院、天安、河東與醴泉等地被迫向南撤退。美軍士兵不僅訓練不足，且對戰爭毫無準備；這樣的劣勢在面對高度紀律的北韓軍隊時表露無遺。此外，美軍內部還普遍存在營養不良、欠缺紀律與無戰鬥經驗等問題。
7月12日，第24師師長威廉·弗里希·迪安少將下令第19、第21與第34步兵團橫渡錦江，摧毀所有江上橋梁，並在大田市周邊設立防禦陣地。大田市位於漢城（現名首爾）以南100英里（160）、釜山西北部130英里（210）處，不僅是韓國重要城市，同時也是第24步兵師師部所在地。迪安命令第34與第19步兵團在城市東部組織防禦正面，而在先前戰鬥中蒙受巨大損失的第21團則作為預備隊駐紮於城市西南部。流經城市北部與西部的錦江距大田近郊約10英里（16）至15英里（24），為守城的美軍提供了良好的天然屏障；城市南部則為小白山脈所環繞。作為漢城與大邱之間的重要交通節點，大田市內設有大量四通八達的公路與鐵路，也因此不管對美軍或人民軍而言該城都具有重要的戰略價值。不過對美軍而言，大田是其在人民軍推進至未完工的釜山環型防禦圈前最後一個可用於拖延後者進攻時程的戰略據點；易言之，大田若是陷落，則美軍將再無天險可守，人民軍將可輕易地直取釜山。因此，第24步兵師勢必必須在大田背水一戰。

## 序幕

### 美國陸軍第24步兵師

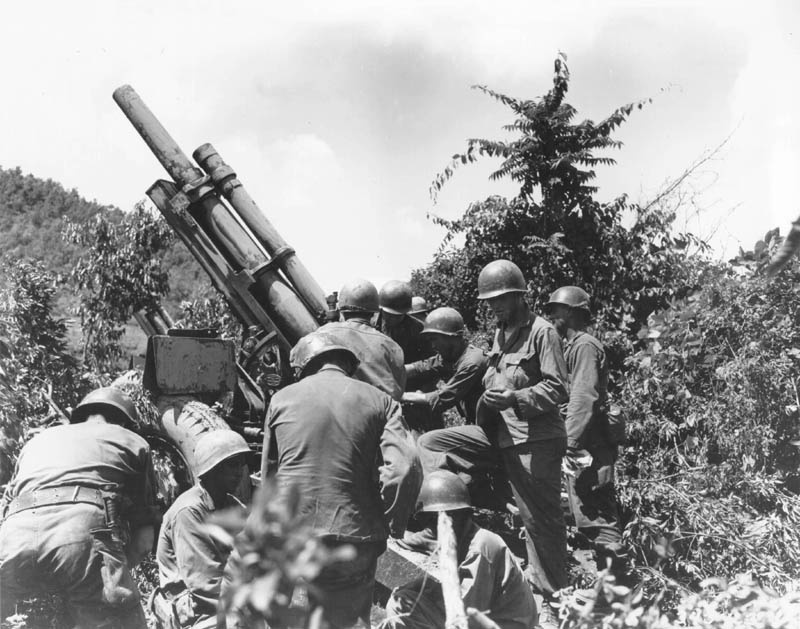
錦江週邊的一處美軍榴彈炮陣地，攝於1950年7月15日。

第24步兵師下轄的三個步兵團在抵達韓國時的兵力員額均不足戰時編制的3,000人，且在大田戰役爆發前兩週的多次戰鬥中又進一步承受了更多的人員損失。戰役爆發前夕，第21步兵團已折損1,433人，兵力僅餘1,100人；第34團的兵力僅剩2,020人，而第19團則僅存2,267人。第24師所屬的炮兵部隊另尚存有2,007人的兵力。總計戰役爆發前的第24師共有11,400名兵力；相較之下該師於7月初甫抵韓國時共編有15,965人與4,773輛車輛。此外，每個團僅轄有兩個步兵營，而非常規編制的三個。更糟的是，戰線上還有大量士兵因戰鬥疲勞而被撤往後方。美軍因數日戰鬥而無法休息，內部士氣極度低迷；師內軍官的陣亡率相當之高，因而造成年輕的軍官與士官被迫在經驗不足的情況下充任指揮角色。
除了嚴重的傷亡數字之外，裝備的短缺亦造成第24步兵師的戰鬥力低落。先前戰鬥中的損失使該師如今僅有兩個炮兵營能提供火力支援；通訊設備、武器與彈藥等裝備的數量均相當有限，其中許多更已在早先的戰鬥中耗損或遭到摧毀。多數無線電均因故障等原因而無法使用；電池、電話線與電話等與其他單位通訊用的器材亦存在供給不足的問題，部分連級部隊甚至僅有一部無線電可用。除此之外，該師沒有坦克可供調度，其所屬的新型M26潘興戰車與M4A3雪曼戰車均仍在開赴前線的路上；少數可穿透人民軍T-34戰車的M20「超級巴祖卡」火箭筒與M28A2反戰車高爆火箭彈均數量不足。無線電與電話線的稀缺也嚴重阻礙了美軍各單位間的通訊能力。

### 朝鮮人民軍
朝鮮人民軍計畫以三個師的兵力自三個不同方向攻擊大田。人民軍第3師奉命自北方發動攻擊，襲擊美軍側翼；人民軍第4師將自東方與南方橫渡錦江，攻擊並包抄美軍主要陣地，以期將第24師圍困於大田。此外，所有方向的攻勢均將獲得人民軍第105裝甲師的支援。雖然人民軍第2步兵師亦奉命自清州方向對美軍右翼發動攻勢，但該部隊因行進過於緩慢，未能即時抵達預定地點，因此並未參與戰役。
向大田挺進的人民軍第3師與第4師獲得了超過50輛T-34戰車的支援。人民軍師級部隊的滿員編制通常為11,000人；戰役爆發時各人民軍師擁有的兵力均介於滿員編制的60%至80%之間，使其與美軍的兵力比將近二比一。儘管如此，人民軍部隊的士氣同樣低落，主因為美軍的不斷空襲與連續戰鬥所造成的疲勞。政治委員向部隊承諾其在奪取大田後即可稍作休息。

## 戰役經過

### 人民軍第一次攻勢

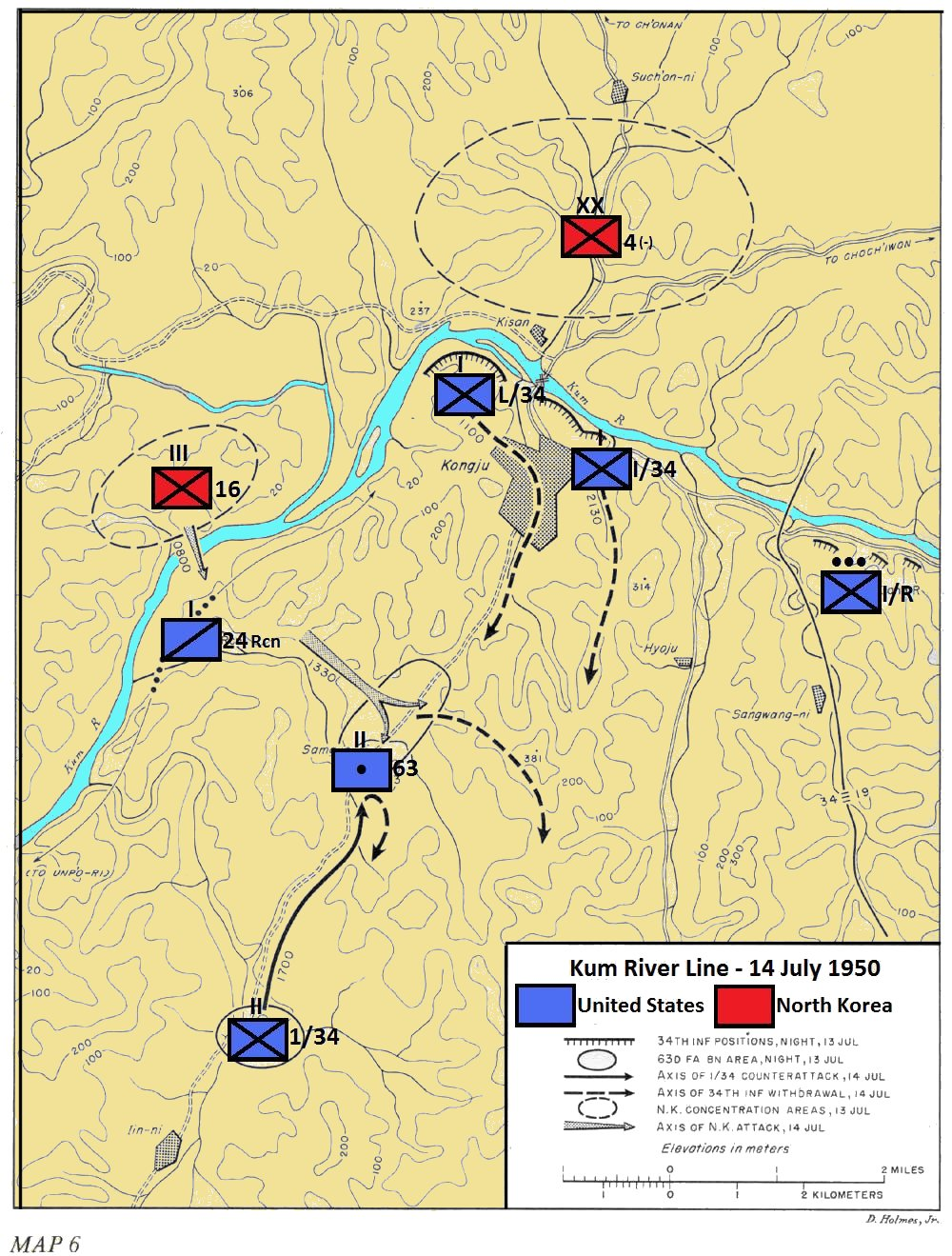
美軍第34步兵團在錦江沿岸的防線地圖。

7月14日早晨，駐紮於距錦江2英里（3.2）一處高地上的美軍第34步兵團第三營士兵發現人民軍所屬的T-34戰車正在渡河。部分T-34戰車在河流彼岸向第三營陣地開火，但未見成效。不久後，美軍再度發現試圖以小艇渡河的人民軍步兵；此時北韓炮兵亦開始炮擊第34步兵團防線。美軍的混亂與通訊不良使人民軍得以趁勢繞過防線。佈防於北方的第一營亦遭遇人民軍的猛烈攻勢；雖然該營在後方炮兵的火力支援下成功迫使人民軍暫緩攻勢，但該地的美軍仍被迫撤往後方較為安全的陣地內。
中午過後不久，又有約1,000名人民軍部隊渡河。北韓軍隊成功佔領了美軍第63野戰炮兵營的一前沿陣地。人民軍以擄獲的機槍對美軍營部炮兵連開火；北韓炮兵亦轉而炮擊美軍炮兵連陣地，摧毀了大量通信設備與車輛，並造成美軍重大傷亡。倖存的美軍士兵於是徒步向南撤退。與此同時，距該陣地僅250碼（230）的距離外，第63炮兵營所屬的另一個炮兵連亦遭到約100名人民軍步兵的攻擊，同樣造成該連傷亡慘重，倖存者同樣向南後撤。B炮兵連遭遇了約400名人民軍士兵的圍攻，但韓國騎兵部隊即時趕到，拯救了該連免於覆滅，並在得以保留主力的情況下撤退。第63野戰炮兵營損失了所有火炮與80輛車輛；其中許多完好無損的物資亦為人民軍所擄獲。
晚間，第34步兵團第一營發動反攻，意圖重奪丟失的陣地，但在人民軍的猛烈火力壓制下以失敗告終，被迫撤退。此次反攻失敗後，師長迪安下令以空襲摧毀舊陣地上所有已遭敵軍擄獲的武器裝備。由於第一營傷亡慘重，第三營被迫前往支援作戰，因此美軍防線的西北部如今已嚴重緊縮。人民軍第4師隨後開始渡河，且僅受到美軍空中武力的輕微騷擾。

### 人民軍第二次攻勢
由於防禦正面於第一次攻勢中遭到突破，第34步兵團被迫將防線向南移往論山。第19團將所屬的第二營派往填補第34團留下的防線缺口，並由大韓民國陸軍負責支援。美韓混成部隊觀察到錦江彼岸的人民軍正在集結龐大兵力。7月16日上午03:00，人民軍以戰車、火炮與迫擊炮對第19團陣地展開猛烈炮擊，步兵部隊隨後以小艇渡河，並在西岸集結兵力，接著對第一營C連與E連陣地發動攻勢；第二波登陸的兵力則負責主攻B連陣地。第一營全線遭到攻擊，隨時有覆滅的危險；營長遂將所有支援部隊與軍官均調往前線作戰，勉強擋住了人民軍的攻勢。然而部分人民軍部隊卻成功滲透到美軍戰線後方，並對預備隊與補給線展開攻擊。左支右絀的第19團無法在防守錦江防線的同時擊退人民軍的攻勢。

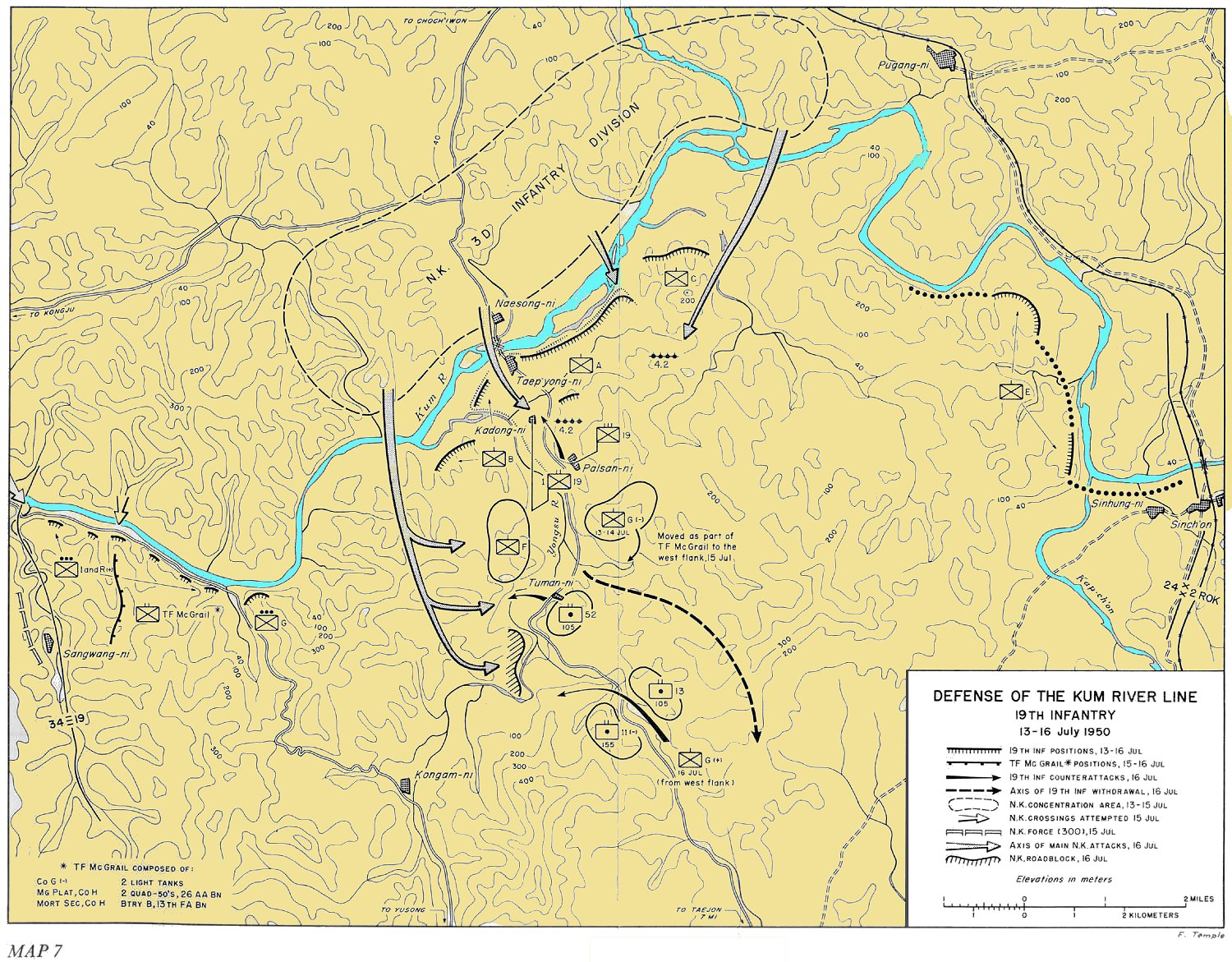
美軍第19步兵團在錦江沿岸的防線地圖。

當日夜裡，第二營奉命清剿戰線後方的人民軍部隊，但不僅未能突破敵軍的封鎖，還蒙受了巨大的傷亡。7月17日，第19團脫離戰鬥，撤往戰線西南方25英里（40）處重整。第一營僅有不到半數的人員倖存，第二營亦僅存兩個完整的連級兵力。第24步兵師所屬的三個團在經歷數日的戰鬥與傷亡後，兵力均減損至營級規模。第19團與第34團在7月13日至16日間與人民軍第3師與第4師的交戰過程中損失了650人。7月18日，第八軍團指揮官沃爾頓·沃克中將命令第24師師長迪安須守住大田至20日，以為第25步兵師與第1騎兵師在洛東江沿岸設立防線並建立釜山環型防禦圈爭取時間。7月16日，31名無武裝的負傷美軍人員在斗滿屠殺事件中遭到人民軍屠殺。

### 圍困大田

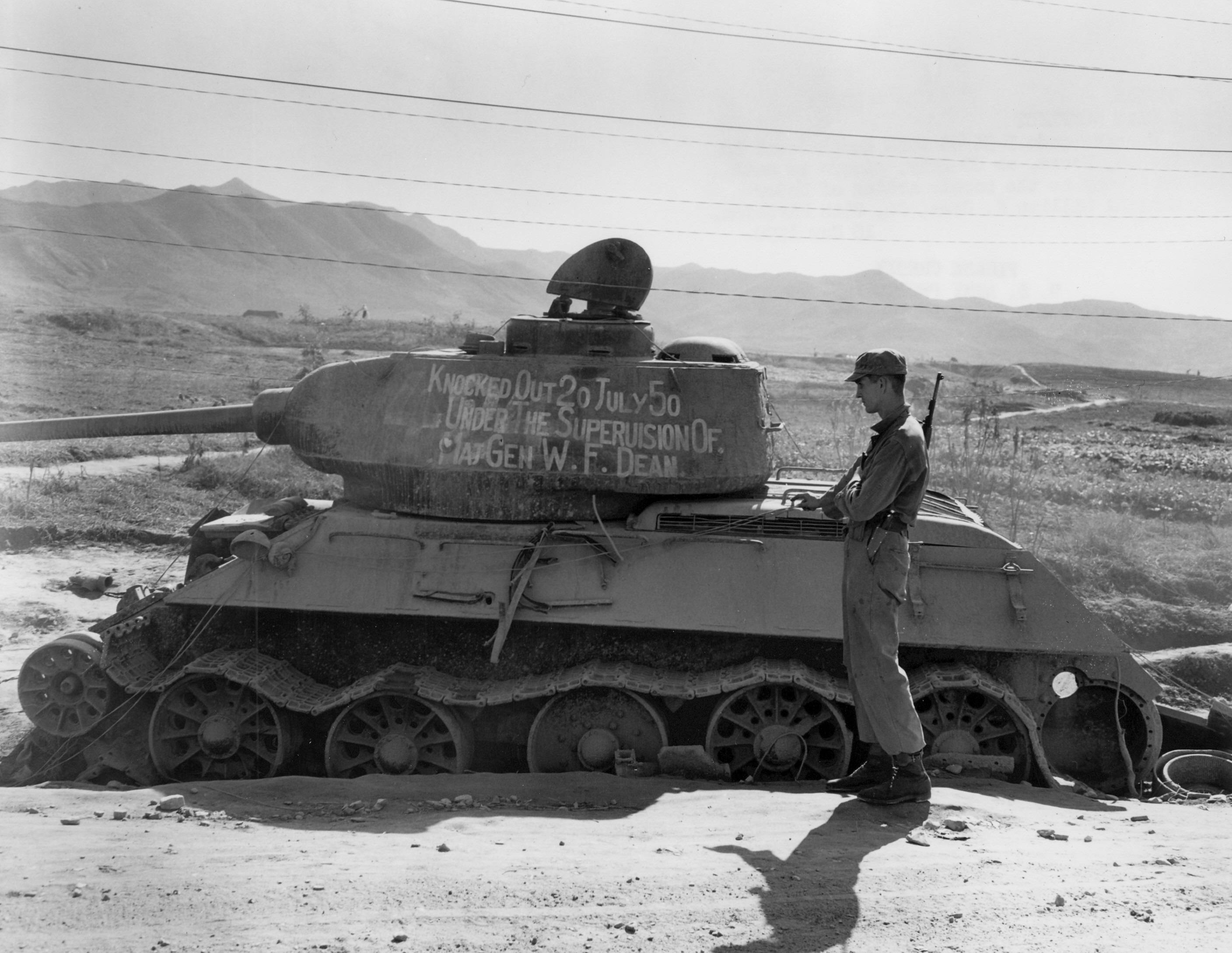
於7月20日遭第24師師長威廉·弗里希·迪安本人擊毀的人民軍T-34戰車。

突破外圍陣地的人民軍接著挺進大田。7月19日，人民軍進入大田。人民軍第3師在大田與沃川間設置路障，切斷了留守的第21步兵團前往前線的道路；該團也因此未能參與後續戰鬥。儘管如此，第21團仍然試圖守住了第24師撤離大田的撤退路線。與此同時，人民軍第105裝甲師的戰車開始駛入城市，第3師與第4師的步兵部隊則緊隨在後。人民軍部隊隨後在市內各地展開部署，並佔據重要建築以設置狙擊點；美軍則予以反擊，並放火焚燒多幢市內的木造建築。北韓軍隊將攻擊重點放在美軍的機槍陣地、糧食儲存庫與彈藥庫上。
疲憊不堪且傷亡慘重的第24步兵師奉命固守大田。第34團亦將主力移往市內以協助抵擋人民軍的推進，並成功地在後者企圖側襲並切斷美軍的撤退路線時對之施以突擊。迪安命令部分部隊與師部的多數人員乘坐火車撤往大邱，但自己卻決意留守。此時，美軍第78戰車營的數輛M24霞飛戰車趕抵戰場支援作戰。儘管有了戰車支援，人民軍的裝甲部隊仍於7月20日迫使美軍部隊自位於大田西北方數英里的大田飛行場撤出；錦江防線上的美軍殘部亦被迫完全撤入城市內。大田如今已遭到包圍，人民軍更開始在城市的連外道路上設置路障，封鎖城市。

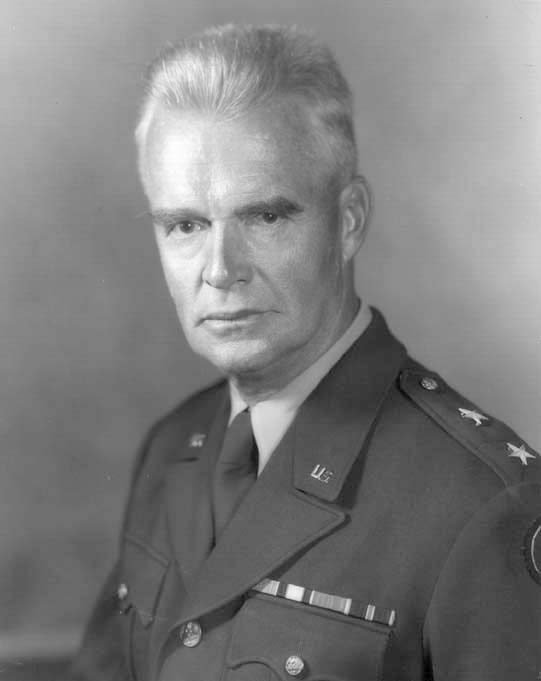
大田戰役時美軍第24步兵師的指揮官威廉·弗里希·迪安少將。

在接下來的兩日內，第34團在城市內與人民軍部隊展開逐房逐巷的艱苦戰鬥。人民軍士兵不斷以偽裝為農夫等平民的方式滲入城市內。第24師的餘部沿著城市的街區不斷撤退。由於缺乏無線電，無法與餘部取得聯繫，師長迪安遂親赴前線指揮。戰鬥過程中，迪安甚至親自以一枚手榴彈摧毀了一輛人民軍戰車。大量人民軍部隊開始自城市的南方道路湧入，支援渡河入城的其他部隊。美軍在承受嚴重損失後撤出，使人民軍第3師與第4師得以在未遭遇進一步抵抗的情況下自城市的北方、南方與東方道路進城。第24師曾數度嘗試重建防線，卻也屢次遭擁有數量優勢的人民軍擊潰。

### 大田陷落
7月20日結束時，迪安命令第34步兵團團部撤離；他則獲得了更多來自第1裝甲師的戰車增援。在戰車試圖突破人民軍路障的同時，迪安則與為數不多的美軍部隊跟隨在後。第34團的殘部乘50輛車撤出大田，但在城市邊緣遭北韓軍隊伏擊，多輛軍車被機槍與迫擊炮等火力摧毀，迫使其他部隊以步行的方式撤離。在接下來的戰鬥中，迪安所乘坐的吉普車在一處路口轉錯了方向，導致其脫離其他美軍部隊。由於無法掉頭，迪安與其隨行部隊計畫自行返回美軍防線；但在35日後，迷路且孤立無援的迪安與其隨員遭到人民軍俘虜。在受監禁的多數時間裡，北韓方面均不知道他的真實身份。因害怕在長期刑求下可能會被迫透露重要情報，迪安曾多次求死。北韓高層曾屢次以酷刑折磨威脅迪安合作，但事實上後者從未遭到刑求。北韓方最終發現了迪安官拜少將的事實，但仍舊無法從他口中獲得任何情報。
在第34團完全撤離城市後，第21團亦隨之撤出，人民軍則完全進佔大田。

## 戰役過後
戰役結束時，美軍方面清點出922人陣亡、228人負傷與近2,400人失蹤的傷亡數字，其中多數失蹤者均隸屬於第34團。有證據顯示人民軍曾處決或俘虜了部分失蹤的美軍。雖然遭到重創，第24步兵師仍成功達成拖延人民軍的攻勢至7月20日的任務。此時美軍部隊已在半島東南部的釜山周圍設立的釜山環型防禦圈。由於迪安少將下落不明，因此第24師師長轉由約翰·H·邱奇少將出任。在經歷三週的戰鬥後，該師的傷亡數字共佔全師兵力的30%左右。歷史學家將第24師的嚴重損失歸咎於訓練、裝備與戰備的不足。
北韓方面的傷亡數字則因人民軍各單位間的通訊量不足以供美軍截取訊號情報，因此無從估算。可以確定的是人民軍裝甲部隊蒙受了重大的損失；總計約15至20輛的人民軍戰車在美軍反坦克武器與空中武力的攻擊下遭到摧毀，而北韓戰俘亦表示人民軍損失了約15門76毫米炮、6門122毫米迫擊炮與200名炮兵。人民軍步兵的傷亡則相當重大，其中第3師的傷亡狀況尤為嚴重。人民軍第3師據報於戰役爆發時約有編制員額60%至80%的兵力，但至戰役結束時僅存50%，總傷亡數字約介於1,250人至3,000人之間。
大田戰役結束時，美國已派遣了大約相當於人民軍數量的兵力至朝鮮半島。由於在大田拖延作戰的表現，第24步兵師獲授總統部隊嘉許獎與大韓民國總統部隊表彰獎，隨後進入後備狀態，接受重整；作為該師第一支回到戰場的單位，第19步兵團於8月1日移師前往釜山環型防禦圈前線。
美國政府於韓戰期間所頒發的頭兩枚榮譽勳章均是為表彰大田戰役的表現而頒授。由於在前線的英勇表現，第24師師長迪安獲頒韓戰中的第一枚榮譽勳章，但他至戰爭結束前均遭北韓方面監禁。第二枚榮譽勳章則追贈予喬治·D·里比上士；他在部隊撤出大田時照料負傷士兵，最終於試圖協助更多士兵時陣亡。此外，於斗滿屠殺事件中遭人民軍殺害的美軍隨行神職人員赫爾曼·G·菲爾荷特（Herman G. Felhoelter）亦於死後獲頒傑出服役十字勳章。

### 引用
1. ↑  Alexander 2003，第134頁.
2. ↑  Appleman 1998，第350頁.
3. 1 2  Appleman 1998，第59頁.
4. 1 2  Varhola 2000，第3頁.
5. ↑  Appleman 1998，第60頁.
6. 1 2  Alexander 2003，第52頁.
7. ↑  Hanley & Jae-soon 2008.
8. ↑  Hanley & Hyung-jin 2010.
9. ↑  Catchpole 2001，第15頁.
10. 1 2  Alexander 2003，第90頁.
11. 1 2 3 4 5 6 7  Varhola 2000，第4頁.
12. ↑  Fehrenbach 2001，第60頁.
13. ↑  Alexander 2003，第63頁.
14. ↑  Summers 2001，第266頁.
15. 1 2 3  Fehrenbach 2001，第88頁.
16. ↑  Alexander 2003，第121頁.
17. 1 2  Fehrenbach 2001，第92頁.
18. ↑  Appleman 1998，第122頁.
19. ↑  Appleman 1998，第125頁.
20. ↑  Appleman 1998，第147頁.
21. ↑  Fehrenbach 2001，第85頁.
22. ↑  Appleman 1998，第123頁.
23. ↑  Alexander 2003，第93頁.
24. 1 2 3  Fehrenbach 2001，第89頁.
25. ↑  Alexander 2003，第96頁.
26. 1 2  Millett 2010，第186頁.
27. 1 2 3  Summers 2001，第269頁.
28. ↑  Appleman 1998，第134頁.
29. 1 2 3 4 5 6 7  Millett 2010，第191頁.
30. ↑  Alexander 2003，第97頁.
31. ↑  Appleman 1998，第127頁.
32. ↑  Appleman 1998，第128頁.
33. ↑  Fehrenbach 2001，第90頁.
34. ↑  Appleman 1998，第129頁.
35. ↑  Fehrenbach 2001，第91頁.
36. ↑  Alexander 2003，第98頁.
37. ↑  Appleman 1998，第131頁.
38. 1 2 3  Appleman 1998，第135頁.
39. 1 2  Millett 2010，第187頁.
40. ↑  Fehrenbach 2001，第93頁.
41. ↑  Fehrenbach 2001，第94頁.
42. ↑  Fehrenbach 2001，第96頁.
43. ↑  Alexander 2003，第79頁.
44. 1 2  Fehrenbach 2001，第97頁.
45. 1 2  Appleman 1998，第143頁.
46. ↑  Millett 2010，第192頁.
47. ↑  Malkasian 2001，第23頁.
48. 1 2  Summers 2001，第268頁.
49. ↑  Catchpole 2001，第20頁.
50. ↑  Alexander 2003，第99頁.
51. ↑  Catchpole 2001，第21頁.
52. ↑  Malkasian 2001，第24頁.
53. 1 2 3 4  Millett 2010，第193頁.
54. ↑  Alexander 2003，第103頁.
55. ↑  Summers 2001，第267頁.
56. 1 2  Alexander 2003，第102頁.
57. ↑  Ecker 2004，第7頁
58. ↑  Fehrenbach 2001，第99頁.
59. ↑  Alexander 2003，第104頁.
60. ↑  Varhola 2000，第84頁.
61. ↑  Ecker 2004，第7頁.
62. ↑  Inc, Time, , Life Magazine Vol. 35 No. 11, 1953-09-14, ISSN 0024-3019
63. 1 2  Fehrenbach 2001，第100頁.
64. 1 2  Alexander 2003，第107頁.
65. ↑  Ecker 2004，第6頁.
66. ↑  Catchpole 2001，第22頁.
67. 1 2  Fehrenbach 2001，第103頁.
68. 1 2  Alexander 2003，第105頁.
69. ↑  Millett 2010，第190頁.
70. ↑  Fehrenbach 2001，第101頁.
71. ↑  Appleman 1998，第180頁.
72. ↑  Appleman 1998，第179頁.
73. ↑  Millett 2010，第194頁.
74. ↑  Ecker 2004，第8頁.

### 資源
- Alexander, Bevin, , Hippocrene Books, 2003, ISBN 978-0781810197
- Appleman, Roy E., , Department of the Army, 1998  [2017-09-21], ISBN 978-0-16-001918-0, （原始内容存档于2019-10-18）
- Catchpole, Brian, , Robinson Publishing, 2001, ISBN 978-1-84119-413-4
- Ecker, Richard E., , McFarland & Company, 2004, ISBN 978-0-7864-1980-7
- Fehrenbach, T.R., , Potomac Books, 2001, ISBN 978-1-57488-334-3
- Malkasian, Carter, , Osprey Publishing, 2001, ISBN 978-1-84176-282-1
- Millett, Allan R., , University Press of Kansas, 2010, ISBN 978-0-7006-1709-8
- Summers, Harry G., , Replica Books, 2001, ISBN 978-0-7351-0209-5
- Varhola, Michael J., , Da Capo Press, 2000, ISBN 978-1-882810-44-4

線上資源
- Hanley, Charles J.; Jae-soon, Chang, , Associated Press, 2008-12-06  [2017-09-21], （原始内容存档于2017-03-28）
- Hanley, Charles J.; Hyung-jin, Kim, , Google, Associated Press, 2010-07-10  [2010-08-02]